# Torreta d'Elda
La Torreta d'Elda és una edificació defensiva medieval situada al terme del municipi d'Elda, al Vinalopó Mitjà. És considerada com a Bé d'Interés Cultural.

## Història
La data de construcció es calcula entre finals del segle xiv i principis del xv. El seu objectiu responia a la ubicació fronterera entre Castella i València. En concret, la torreta protegia el camí entre Elda i Saix, així com el camí de La Noguera, que enfila cap Petrer. Es documenta que el 1386, la senyora d'Elda, Sibil·la de Forcia, va demanar a Pere I el Cerimoniós un servei de vigilància i duana. El seu ús continuat es recull en un document de 1494 entre el Comtat de Cocentaina i el Bisbat de Cartagena, en el qual se cita la Torreta com a possessió del llavors senyor d'Elda, en Joan Roig de Corella.
Al desembre de 1705, s'empra la Torreta per a vigilància militar, en el context de la Guerra de Successió. A partir de la posterior Guerra de la Independència espanyola va ser abandonada fins a l'actualitat.

## La Torreta
La Torreta d'Elda és a un turó de 550 metres d'altitud. Es tracta d'un torre rectangular, construïda amb tapial. Disposa de quatre annexes, també rectangulars. Es desconeix quina podria ser la seua alçada original, així com la seua entrada principal. En aquest cas, es creu que podria trobar-se elevada, per pujar amb una escala de mà.